# GEJMR
GEJMR (pe numele său Václav Němeček; n. 1992) este un YouTuber ceh, care realizează în principal videoclipuri despre Minecraft, dar și despre alte subiecte actuale. El și-a început canalul YouTube pe 27 noiembrie 2011. În 2018 a devenit al treilea YouTuber ceh care a ajuns la 1 milion de abonați. În 2022 a fost menționat în ediția cehă a revistei Forbes ca fiind unul dintre youtuberii cehi cu cele mai mari venituri. Este cunoscut ca fiind o persoană retrasă și încă nu și-a dezvăluit public chipul fanilor săi de pe internet. La sfârșitul anului 2024, videoclipurile sale aveau un total de peste 700.000.000 de vizualizări.